# جون هارت (متسابق دراجات نارية)
جون هارت (بالإنجليزية: John Hart)‏ هو متسابق دراجات نارية بريطاني، ولد في 22 يناير 1941 في برمنغهام في المملكة المتحدة.